# Mémorial Marco Pantani 2014
La 11e édition du Mémorial Marco Pantani a eu lieu le 20 septembre 2014. La course fait partie du calendrier UCI Europe Tour 2014 en catégorie 1.1.

## Présentation

### Équipes
Classé en catégorie 1.1 de l'UCI Europe Tour, le Mémorial Marco Pantani est par conséquent ouvert aux UCI ProTeams dans la limite de 50 % des équipes participantes, aux équipes continentales professionnelles, aux équipes continentales et aux équipes nationales.
Vingt-cinq équipes participent à ce Mémorial Marco Pantani - une ProTeam, neuf équipes continentales professionnelles, treize équipes continentales et deux équipes nationales :
| UCI ProTeam     | UCI ProTeam | UCI ProTeam |
| Nom de l'équipe | Pays        | Code        |
| --------------- | ----------- | ----------- |
| Cannondale      | Italie      | CAN         |

| Équipes nationales         | Équipes nationales | Équipes nationales |
| Nom de l'équipe            | Pays               | Code               |
| -------------------------- | ------------------ | ------------------ |
| Équipe nationale d'Italie  | Italie             | ITA                |
| Équipe nationale de Russie | Russie             | RUS                |

| Équipes continentales professionnelles | Équipes continentales professionnelles | Équipes continentales professionnelles |
| Nom de l'équipe                        | Pays                                   | Code                                   |
| -------------------------------------- | -------------------------------------- | -------------------------------------- |
| Androni Giocattoli-Venezuela           | Italie                                 | AND                                    |
| Bardiani CSF                           | Italie                                 | BAR                                    |
| Caja Rural-Seguros RGA                 | Espagne                                | CJR                                    |
| CCC Polsat Polkowice                   | Pologne                                | CCC                                    |
| Colombia                               | Colombie                               | COL                                    |
| MTN-Qhubeka                            | Afrique du Sud                         | MTN                                    |
| Neri Sottoli                           | Italie                                 | NRI                                    |
| NetApp-Endura                          | Allemagne                              | TNE                                    |
| Wanty-Groupe Gobert                    | Belgique                               | WGG                                    |

| Équipes continentales    | Équipes continentales | Équipes continentales |
| Nom de l'équipe          | Pays                  | Code                  |
| ------------------------ | --------------------- | --------------------- |
| Amore & Vita-Selle SMP   | Ukraine               | AMO                   |
| Area Zero                | Italie                | AZT                   |
| Astana Continental       | Kazakhstan            | AS2                   |
| Gourmetfein Simplon Wels | Autriche              | RSW                   |
| Idea                     | Italie                | IDE                   |
| Itera-Katusha            | Russie                | TIK                   |
| Marchiol Emisfero        | Italie                | MAE                   |
| Meridiana Kamen          | Croatie               | MKT                   |
| MG Kvis-Wilier           | Italie                | MGK                   |
| Nankang-Fondriest        | Italie                | CEF                   |
| Utensilnord              | Hongrie               | UNA                   |
| Vega-Hotsand             | Italie                | VHS                   |
| Vini Fantini Nippo       | Japon                 | VFN                   |

## Classement final
|    | Coureur            | Pays     | Équipe                       |    | Temps           |
| -- | ------------------ | -------- | ---------------------------- | -- | --------------- |
| 1  | Sonny Colbrelli    | Italie   | Bardiani CSF                 | en | 4 h 34 min 49 s |
| 2  | Grega Bole         | Slovénie | Vini Fantini Nippo           | +  | m.t             |
| 3  | Fabio Chinello     | Italie   | Area Zero                    |    | m.t             |
| 4  | Rafael Andriato    | Brésil   | Neri Sottoli                 |    | m.t             |
| 5  | Davide Viganò      | Italie   | Caja Rural-Seguros RGA       |    | m.t             |
| 6  | Simone Ponzi       | Italie   | Neri Sottoli                 |    | m.t             |
| 7  | Federico Zurlo     | Italie   | Équipe nationale d'Italie    |    | m.t             |
| 8  | Maciej Paterski    | Pologne  | CCC Polsat Polkowice         |    | m.t             |
| 9  | Antonio Parrinello | Italie   | Androni Giocattoli-Venezuela |    | m.t             |
| 10 | Manuel Belletti    | Italie   | Androni Giocattoli-Venezuela |    | m.t             |

## Liste des participants
- Liste de départ complète

| Légende | Légende                                                                    | Légende | Légende                                                    |
| ------- | -------------------------------------------------------------------------- | ------- | ---------------------------------------------------------- |
| Num     | Dossard de départ porté par le coureur sur ce Mémorial Marco Pantani       | Pos     | Position à l'arrivée de la course                          |
|         | Indique un maillot de champion national ou mondial, suivi de sa spécialité | NP      | Indique un coureur qui n'a pas pris le départ de la course |
| AB      | Indique un coureur qui n'a pas terminé la course                           | HD      | Indique un coureur qui a terminé la course hors des délais |

| Équipe nationale d'Italie ITA      | Équipe nationale d'Italie ITA | Équipe nationale d'Italie ITA |
| ---------------------------------- | ----------------------------- | ----------------------------- |
| Num                                | Coureur                       | Pos                           |
| 1                                  | Fabio Aru (ITA)               | AB                            |
| 2                                  | Vincenzo Nibali (ITA)         | AB                            |
| 3                                  | Gianni Moscon (ITA)           | 53e                           |
| 4                                  | Niccolò Bonifazio (ITA)       | AB                            |
| 5                                  | Giampaolo Caruso (ITA)        | 52e                           |
| 6                                  | Luca Paolini (ITA)            | AB                            |
| 7                                  | Giovanni Visconti (ITA)       | AB                            |
| 8                                  | Federico Zurlo (ITA)          | 7e                            |
| Directeur sportif : Davide Cassani |                               |                               |

| Équipe nationale de Russie RUS        | Équipe nationale de Russie RUS | Équipe nationale de Russie RUS |
| ------------------------------------- | ------------------------------ | ------------------------------ |
| Num                                   | Coureur                        | Pos                            |
| 11                                    | Artem Nych (RUS)               | 21e                            |
| 12                                    | Sergey Pomoshnikov (RUS)       | AB                             |
| 13                                    | Aleksandr Komin (RUS)          | AB                             |
| 14                                    | Ivan Savitskiy (RUS)           | AB                             |
| 15                                    | Roman Maikin (RUS)             | AB                             |
| 16                                    | Evgeny Shalunov (RUS)          | AB                             |
| 17                                    | Alexey Rybalkin (RUS)          | AB                             |
| 18                                    | Matvey Mamykin (RUS)           | AB                             |
| Directeur sportif : Alexander Efimkin |                                |                                |

| Cannondale CAN                   | Cannondale CAN         | Cannondale CAN |
| -------------------------------- | ---------------------- | -------------- |
| Num                              | Coureur                | Pos            |
| 21                               | Damiano Caruso (ITA)   | 44e            |
| 22                               | Davide Formolo (ITA)   | 28e            |
| 23                               | Marco Marcato (ITA)    | 18e            |
| 24                               | Matthias Krizek (AUT)  | AB             |
| 25                               | Juraj Sagan (SVK)      | AB             |
| 26                               | Guillaume Boivin (CAN) | AB             |
| 27                               | Davide Villella (ITA)  | 12e            |
| 28                               | Elia Viviani (ITA)     | AB             |
| Directeur sportif : Biagio Conte |                        |                |

| Colombia COL                        | Colombia COL                       | Colombia COL |
| ----------------------------------- | ---------------------------------- | ------------ |
| Num                                 | Coureur                            | Pos          |
| 31                                  | Carlos Quintero (COL)              | AB           |
| 32                                  | Robinson Chalapud (COL)            | AB           |
| 33                                  | Juan Esteban Arango (COL)          | AB           |
| 34                                  | Miguel Ángel Rubiano (COL) (Route) | 11e          |
| 35                                  | Fabio Duarte (COL)                 | AB           |
| 36                                  | Jarlinson Pantano (COL)            | 25e          |
| 37                                  | Rodolfo Torres (COL)               | AB           |
| 38                                  | Juan Pablo Valencia (COL)          | 27e          |
| Directeur sportif : Valerio Tebaldi |                                    |              |

| Androni Giocattoli-Venezuela AND    | Androni Giocattoli-Venezuela AND | Androni Giocattoli-Venezuela AND |
| ----------------------------------- | -------------------------------- | -------------------------------- |
| Num                                 | Coureur                          | Pos                              |
| 41                                  | Franco Pellizotti (ITA)          | 48e                              |
| 42                                  | Manuel Belletti (ITA)            | 10e                              |
| 43                                  | Diego Rosa (ITA)                 | 45e                              |
| 44                                  | Alessio Taliani (ITA)            | 46e                              |
| 45                                  | Emanuele Sella (ITA)             | 47e                              |
| 46                                  | Marcin Mrożek (POL)              | AB                               |
| 47                                  | Antonio Parrinello (ITA)         | 9e                               |
| 48                                  | Andrea Zordan (ITA)              | 43e                              |
| Directeur sportif : Giovanni Ellena |                                  |                                  |

| Bardiani CSF BAR                  | Bardiani CSF BAR                 | Bardiani CSF BAR |
| --------------------------------- | -------------------------------- | ---------------- |
| Num                               | Coureur                          | Pos              |
| 51                                | Sonny Colbrelli (ITA)            | 1er              |
| 52                                | Angelo Pagani (ITA)              | AB               |
| 53                                | Andrea Piechele (ITA)            | AB               |
| 54                                | Stefano Pirazzi (ITA)            | AB               |
| 55                                | Andrea Manfredi (ITA)            | AB               |
| 56                                | Enrico Battaglin (ITA)           | AB               |
| 57                                | Edoardo Zardini (ITA)            | AB               |
| 58                                | Francesco Manuel Bongiorno (ITA) | AB               |
| Directeur sportif : Mirko Rossato |                                  |                  |

| Neri Sottoli NRI                | Neri Sottoli NRI        | Neri Sottoli NRI |
| ------------------------------- | ----------------------- | ---------------- |
| Num                             | Coureur                 | Pos              |
| 61                              | Rafael Andriato (BRA)   | 4e               |
| 62                              | Fabio Taborre (ITA)     | 19e              |
| 63                              | Francesco Failli (ITA)  | 42e              |
| 64                              | Andrea Fedi (ITA)       | 50e              |
| 65                              | Mauro Finetto (ITA)     | 33e              |
| 66                              | Jonathan Monsalve (VEN) | 49e              |
| 67                              | Simone Ponzi (ITA)      | 6e               |
| 68                              | Samuele Conti (ITA)     | AB               |
| Directeur sportif : Luca Scinto |                         |                  |

| CCC Polsat Polkowice CCC               | CCC Polsat Polkowice CCC          | CCC Polsat Polkowice CCC |
| -------------------------------------- | --------------------------------- | ------------------------ |
| Num                                    | Coureur                           | Pos                      |
| 71                                     | Davide Rebellin (ITA)             | 31e                      |
| 72                                     | Adrian Honkisz (POL)              | AB                       |
| 73                                     | Łukasz Owsian (POL)               | AB                       |
| 74                                     | Bartłomiej Matysiak (POL) (Route) | AB                       |
| 75                                     | Jacek Morajko (POL)               | AB                       |
| 76                                     | Maciej Paterski (POL)             | 8e                       |
| 77                                     |                                   |                          |
| 78                                     | Adrian Kurek (POL)                | AB                       |
| Directeur sportif : Gabriele Missaglia |                                   |                          |

| Caja Rural-Seguros RGA CJR             | Caja Rural-Seguros RGA CJR    | Caja Rural-Seguros RGA CJR |
| -------------------------------------- | ----------------------------- | -------------------------- |
| Num                                    | Coureur                       | Pos                        |
| 81                                     | Luis León Sánchez (ESP)       | 51e                        |
| 82                                     | Davide Viganò (ITA)           | 5e                         |
| 83                                     | Ángel Madrazo (ESP)           | 23e                        |
| 84                                     | Arnau Solé (ESP)              | AB                         |
| 85                                     | Fabricio Ferrari (URU)        | 20e                        |
| 86                                     | Jesús Alberto Rubio (ESP)     | AB                         |
| 87                                     | Rubén Fernández Andújar (ESP) | AB                         |
| 88                                     | Heiner Parra (COL)            | 41e                        |
| Directeur sportif : Eugenio Goikoetxea |                               |                            |

| NetApp-Endura TNE                   | NetApp-Endura TNE      | NetApp-Endura TNE |
| ----------------------------------- | ---------------------- | ----------------- |
| Num                                 | Coureur                | Pos               |
| 91                                  | Paul Voss (GER)        | 39e               |
| 92                                  | Patrick Konrad (AUT)   | 24e               |
| 93                                  | David de la Cruz (ESP) | AB                |
| 94                                  | Bartosz Huzarski (POL) | 22e               |
| 95                                  | Leopold König (CZE)    | AB                |
| 96                                  | Tiago Machado (POR)    | 30e               |
| 97                                  | José Mendes (POR)      | 36e               |
| 98                                  | Cesare Benedetti (ITA) | AB                |
| Directeur sportif : Christian Pömer |                        |                   |

| MTN-Qhubeka MTN                       | MTN-Qhubeka MTN            | MTN-Qhubeka MTN |
| ------------------------------------- | -------------------------- | --------------- |
| Num                                   | Coureur                    | Pos             |
| 101                                   | Johann van Zyl (RSA)       | AB              |
| 102                                   | Fregalsi Debesay (ERI)     | AB              |
| 103                                   | Adrien Niyonshuti (RWA)    | AB              |
| 104                                   | Karel Hník (CZE)           | 13e             |
| 105                                   | Dennis van Niekerk (RSA)   | 26e             |
| 106                                   | Kristian Sbaragli (ITA)    | AB              |
| 107                                   | Daniel Teklehaimanot (ERI) | 17e             |
| 108                                   | Tsgabu Grmay (ETH) (Route) | AB              |
| Directeur sportif : Michel Cornelisse |                            |                 |

| Wanty-Groupe Gobert WGG            | Wanty-Groupe Gobert WGG  | Wanty-Groupe Gobert WGG |
| ---------------------------------- | ------------------------ | ----------------------- |
| Num                                | Coureur                  | Pos                     |
| 111                                | Mirko Selvaggi (ITA)     | 32e                     |
| 112                                | Jérôme Baugnies (BEL)    | AB                      |
| 113                                | Frederik Backaert (BEL)  | 37e                     |
| 114                                | Jérôme Gilbert (BEL)     | AB                      |
| 115                                | Michel Kreder (NED)      | 15e                     |
| 116                                | Marco Minnaard (NED)     | AB                      |
| 117                                | Kevin Seeldraeyers (BEL) | 38e                     |
| 118                                | Danilo Napolitano (ITA)  | AB                      |
| Directeur sportif : Steven De Neef |                          |                         |

| Astana Continental AS2                 | Astana Continental AS2       | Astana Continental AS2 |
| -------------------------------------- | ---------------------------- | ---------------------- |
| Num                                    | Coureur                      | Pos                    |
| 121                                    | Maxat Ayazbayev (KAZ)        | AB                     |
| 122                                    | Bakhtiyar Kozhatayev (KAZ)   | 54e                    |
| 123                                    | Tilegen Maidos (KAZ)         | AB                     |
| 124                                    | Roman Semyonov (KAZ)         | AB                     |
| 125                                    | Galym Akhmetov (KAZ)         | AB                     |
| 126                                    | Vadim Galeyev (KAZ)          | AB                     |
| 127                                    | Sergey Shemyakin (KAZ)       | AB                     |
| 128                                    | Ilya Davidenok (KAZ) (Route) | AB                     |
| Directeur sportif : Alexandr Nadobenko |                              |                        |

| Itera-Katusha TIK                   | Itera-Katusha TIK      | Itera-Katusha TIK |
| ----------------------------------- | ---------------------- | ----------------- |
| Num                                 | Coureur                | Pos               |
| 131                                 | Maxim Pokidov (RUS)    | AB                |
| 132                                 | Maksim Razumov (RUS)   | AB                |
| 133                                 | Dmitrii Ignatiev (RUS) | AB                |
| 134                                 | Roman Katirin (RUS)    | AB                |
| 135                                 | Pavel Ptashkin (RUS)   | NP                |
| 136                                 | Mikhail Akimov (RUS)   | AB                |
| 137                                 | Evgeny Zverkov (RUS)   | AB                |
| 138                                 | Mamyr Stash (RUS)      | AB                |
| Directeur sportif : Anatoli Yarkine |                        |                   |

| Utensilnord UNA                     | Utensilnord UNA            | Utensilnord UNA |
| ----------------------------------- | -------------------------- | --------------- |
| Num                                 | Coureur                    | Pos             |
| 141                                 | Gennaro Maddaluno (ITA)    | AB              |
| 142                                 | Alessandro Mazzi (ITA)     | AB              |
| 143                                 | Zoltán Lengyel (HUN)       | AB              |
| 144                                 | János Pelikán (HUN)        | AB              |
| 145                                 | Balázs Rózsa (HUN) (Route) | AB              |
| 146                                 | Žolt Der (HUN)             | AB              |
| 147                                 | Bendegúz Bernárd (HUN)     | AB              |
| 148                                 | Botond Holló (HUN)         | AB              |
| Directeur sportif : Fabio Bordonali |                            |                 |

| Marchiol Emisfero MAE                | Marchiol Emisfero MAE             | Marchiol Emisfero MAE |
| ------------------------------------ | --------------------------------- | --------------------- |
| Num                                  | Coureur                           | Pos                   |
| 151                                  | Simone Antonini (ITA)             | 16e                   |
| 152                                  | Andrea Vendrame (ITA)             | AB                    |
| 153                                  | Alberto Cecchin (ITA)             | AB                    |
| 154                                  | Raffaello Bonusi (ITA)            | AB                    |
| 155                                  | Andrea Zanardini (ITA)            | AB                    |
| 156                                  | Andrea Vaccher (ITA)              | AB                    |
| 157                                  | Antonio Nibali (ITA)              | AB                    |
| 158                                  | Miloš Borisavljević (SRB) (Route) | AB                    |
| Directeur sportif : Mirco Lorenzetto |                                   |                       |

| Vega-Hotsand VHS                    | Vega-Hotsand VHS              | Vega-Hotsand VHS |
| ----------------------------------- | ----------------------------- | ---------------- |
| Num                                 | Coureur                       | Pos              |
| 161                                 | Cesare Ciommi (ITA)           | AB               |
| 162                                 | Marco Ciccanti (ITA)          | AB               |
| 163                                 | Gian Marco Di Francesco (ITA) | AB               |
| 164                                 | Gianni Franco D'Intino (ITA)  | AB               |
| 165                                 | Fabio Tuzi (ITA)              | AB               |
| 166                                 | Moreno Giampaolo (ITA)        | AB               |
| 167                                 | Nicola Gaffurini (ITA)        | AB               |
| 168                                 | Alessandro Riccardi (ITA)     | AB               |
| Directeur sportif : Maurizio Frizzo |                               |                  |

| Area Zero AZT                     | Area Zero AZT           | Area Zero AZT |
| --------------------------------- | ----------------------- | ------------- |
| Num                               | Coureur                 | Pos           |
| 171                               | Paolo Ciavatta (ITA)    | 29e           |
| 172                               | Giovanni Carboni (ITA)  | AB            |
| 173                               | Marco Tecchio (ITA)     | AB            |
| 174                               | Gianluca Leonardi (ITA) | AB            |
| 175                               | Fabio Chinello (ITA)    | 3e            |
| 176                               | Andrea Pasqualon (ITA)  | AB            |
| 177                               | Simone Petilli (ITA)    | 34e           |
| 178                               | Charly Petelin (ITA)    | AB            |
| Directeur sportif : Massimo Codol |                         |               |

| MG Kvis-Wilier MGK                  | MG Kvis-Wilier MGK           | MG Kvis-Wilier MGK |
| ----------------------------------- | ---------------------------- | ------------------ |
| Num                                 | Coureur                      | Pos                |
| 181                                 | Daniele Aldegheri (ITA)      | AB                 |
| 182                                 |                              |                    |
| 183                                 | Ricardo Creel (USA)          | AB                 |
| 184                                 | Christian Delle Stelle (ITA) | AB                 |
| 185                                 | Lorenzo Di Remigio (ITA)     | AB                 |
| 186                                 | Rino Gasparrini (ITA)        | AB                 |
| 187                                 | Gianluca Vecchio (ITA)       | AB                 |
| 188                                 |                              |                    |
| Directeur sportif : Andrea Giacomin |                              |                    |

| Meridiana Kamen MKT                     | Meridiana Kamen MKT       | Meridiana Kamen MKT |
| --------------------------------------- | ------------------------- | ------------------- |
| Num                                     | Coureur                   | Pos                 |
| 191                                     | Davide Mucelli (ITA)      | AB                  |
| 192                                     | Antonio Santoro (ITA)     | 35e                 |
| 193                                     | Blaž Furdi (SLO)          | AB                  |
| 194                                     | Emanuel Kišerlovski (CRO) | AB                  |
| 195                                     | Robert Jenko (SLO)        | AB                  |
| 196                                     | Endi Širol (CRO)          | NP                  |
| 197                                     |                           |                     |
| 198                                     | Peter Kozlovic (CRO)      | AB                  |
| Directeur sportif : Antonio Giallorenzo |                           |                     |

| Nankang-Fondriest CEF                 | Nankang-Fondriest CEF  | Nankang-Fondriest CEF |
| ------------------------------------- | ---------------------- | --------------------- |
| Num                                   | Coureur                | Pos                   |
| 201                                   | Filippo Baggio (ITA)   | AB                    |
| 202                                   | Loris Paoli (ITA)      | AB                    |
| 203                                   | Nicola Dal Santo (ITA) | AB                    |
| 204                                   | Alfonso Fiorenza (ITA) | AB                    |
| 205                                   | Luca Taschin (ITA)     | AB                    |
| 206                                   |                        |                       |
| 207                                   | Antonio Merolese (ITA) | AB                    |
| 208                                   | Giacomo Forconi (ITA)  | AB                    |
| Directeur sportif : Simone Borgheresi |                        |                       |

| Idea IDE                         | Idea IDE                 | Idea IDE |
| -------------------------------- | ------------------------ | -------- |
| Num                              | Coureur                  | Pos      |
| 211                              | Daniele Mossini (ITA)    | AB       |
| 212                              | Ricardo Pichetta (ITA)   | AB       |
| 213                              | Mirko Tedeschi (ITA)     | 14e      |
| 214                              | Matteo Collodel (ITA)    | AB       |
| 215                              | Alessandro Pettiti (ITA) | AB       |
| 216                              | Fabio Gadda (ITA)        | AB       |
| 217                              | Simone Carantoni (ITA)   | AB       |
| 218                              |                          |          |
| Directeur sportif : Omar Piscina |                          |          |

| Amore & Vita-Selle SMP AMO            | Amore & Vita-Selle SMP AMO | Amore & Vita-Selle SMP AMO |
| ------------------------------------- | -------------------------- | -------------------------- |
| Num                                   | Coureur                    | Pos                        |
| 221                                   | Antonio Di Battista (ITA)  | AB                         |
| 222                                   | Yukinori Hishinuma (JPN)   | AB                         |
| 223                                   | James Piccoli (CAN)        | AB                         |
| 224                                   |                            |                            |
| 225                                   |                            |                            |
| 226                                   | Viesturs Lukševics (LAT)   | AB                         |
| 227                                   | Uri Martins (MEX)          | AB                         |
| 228                                   | Simone Stortoni (ITA)      | AB                         |
| Directeur sportif : Maurizio Giorgini |                            |                            |

| Vini Fantini Nippo VFN              | Vini Fantini Nippo VFN     | Vini Fantini Nippo VFN |
| ----------------------------------- | -------------------------- | ---------------------- |
| Num                                 | Coureur                    | Pos                    |
| 231                                 | Alessandro Bisolti (ITA)   | 40e                    |
| 232                                 | Grega Bole (SLO)           | 2e                     |
| 233                                 | Pierpaolo De Negri (ITA)   | AB                     |
| 234                                 | Yuya Akimaru (JPN)         | AB                     |
| 235                                 | Alessandro Malaguti (ITA)  | AB                     |
| 236                                 | Emanuele Sabatini (ITA)    | AB                     |
| 237                                 | Takashi Miyazawa (JPN)     | AB                     |
| 238                                 | Riccardo Stacchiotti (ITA) | AB                     |
| Directeur sportif : Stefano Giulani |                            |                        |

| Gourmetfein Simplon Wels RSW      | Gourmetfein Simplon Wels RSW | Gourmetfein Simplon Wels RSW |
| --------------------------------- | ---------------------------- | ---------------------------- |
| Num                               | Coureur                      | Pos                          |
| 241                               | Mario Schoibl (AUT)          | AB                           |
| 242                               | Andreas Walzel (AUT)         | AB                           |
| 243                               | Felix Großschartner (AUT)    | AB                           |
| 244                               | Daniel Lehner (AUT)          | AB                           |
| 245                               | Matija Kvasina (CRO)         | AB                           |
| 246                               | Matej Marin (SLO)            | AB                           |
| 247                               | Sebastian Schönberger (AUT)  | AB                           |
| 248                               | Lukas Zeller (AUT)           | AB                           |
| Directeur sportif : Eros Pavarini |                              |                              |